# Fun Tracks
Fun Tracks (Ignition dans sa version originale) est un jeu vidéo de course automobile plutôt axé arcade. Dans ce jeu, il n'est pas question de reproduire fidèlement les véhicules et leur comportement, mais bien de parcourir des circuits endiablés au volant de véhicules déjantés. Le pilotage est loin d'être réaliste. Il est ainsi impossible de sortir du circuit en dehors de quelques endroits précis que l'on peut considérer comme des pièges. De la même manière, si les véhicules peuvent être détruits (en tombant dans un ravin, ou en se faisant écraser par un train par exemple), ils réapparaissent juste après en bon état et il n'y a pas de barre de dommages.
Fun Tracks s'inscrit dans la lignée de Super Sprint, le tout en profitant de l'avènement des cartes 3D, notamment celle de 3dfx.
Il est développé par Unique Development Studios et édité par Virgin en 1997.

## Système de jeu

### Modes
- Seul, le joueur peut choisir entre quatre modes de jeu : la course simple, le championnat, le contre-la-montre, ou le mode poursuite (il faut finir premier pour gagner, à chaque tour, le joueur qui est dernier explose).

- Le jeu comporte également un mode deux joueurs avec écran divisé.

### Circuits
- Moosejaw Falls : c'est le circuit du Canada, les pilotes devront y affronter les orages, éviter les trains et les tracteurs pour ne pas exploser. (Panneau de présentation avec Evac et Bug).

- Gold Rush : c'est le désert des États-Unis, avec ses canyons, ses exploitations aurifères et les dangers qui en découlent (wagonnets d'or, rochers mais aussi les camions américains).

- Snake Island : du bleu azur des Caraïbes, ce circuit de bord de mer est jalonné par des aéroglisseurs destructeurs, des pentes arides débouchant sur la mer...

- Lost Ruins : le circuit du Brésil, en pleine forêt amazonienne, il faut y traverser des ponts de lianes et croiser les vestiges des anciennes civilisations.

- Yodel Peaks : parcourant l'Autriche enneigée, il faut ici échapper aux avalanches et aux dérapages incontrolés sur la neige.

- Cape Thor : (A débloquer) .ce circuit d'Islande est caractérisé par ses prairies verdoyantes, ses volcans et ses jeysers.

- Tokyo Bullet : (A débloquer) .dans la capitale du Japon, il faut faire face aux aléas des grandes métropoles (travaux, déviations, trafic aérien...).

### Véhicules
Chacun des véhicules possède ses caractéristiques propres (vitesse, accélération, turbo, grip) et un turbo particulier, émettant un signal sonore distinctif. Le Monster, par exemple, lance un cri monstrueux, le Smoke fait retentir un klaxon typique des gros camions, et la Enforcer fait sonner sa sirène.